# 耶萊尼亞古拉省
耶萊尼亞古拉省（województwo jeleniogórskie）是波蘭歷史上的一個省，始於1975年。1999年1月1日被併入下西里西亞省。
1998年面積4,379平方公里。人口523,700人。首府耶萊尼亞古拉。